# Жозе Едуардо дос Сантос
Жозе Едуардо дос Сантос (порт. José Eduardo dos Santos; Луанда, 28. август 1942 — Барселона, 8. јул 2022) био је други председник Анголе. За председника је изабран 20. септембра 1979. године, након смрти Агостиња Нета. На функцији председника био је 38 година, када је на председничким изборима 2017. у Анголи предлжио за свог наследника министра одбране Жоао Лоренца који је победио на изборима и тиме постао нови председник Анголе.

## Биографија
Рођен је 28. августа 1942. године у Луанди, као син имиграната са Сао Томе и Принсипеа. За време студија, придружио се ослободилачком и антиколонијалном Народном покрету за ослобођење Анголе (МПЛА). После претрпљене репресије од колонијалних власти, отишао је у добровољни егзил у Конго-Бразавил 1961. године. Школовање је наставио у Совјетском Савезу. Тамо је на Институту за нафту и хемију у Бакуу стекао инжењерску диплому.
Године 1970, вратио се у још увек португалску колонију Анголу и придружио се јединицама Војске за ослобођење Анголе (EPLA), од 1974. године знаних под скраћеницом FAPLA. После тога је био званични представник МПЛА у СФР Југославији, ДР Конгу и НР Кини. Септембра 1974. године, изабран је у Централни комитет и Политбиро МПЛА.
Јуна 1975. године, дос Сантос је постао координатор Одсека МПЛА за спољне односе. По проглашењу независности Анголе у новембру 1975. године, постао је први анголски министар спољних послова.
Након смрти првог председника Анголе, Агостиња Нетоа, 10. септембра 1979. године, дос Сантос је 20. септембра изабран за председника МПЛА и тако постао нови председник Анголе и заповедник Оружаних снага.
Након одржавања вишепартијских избора 29. и 30. септембра 1992. године, Жозе Едуардо дос Сантос освојио је 49,5% гласова наспрам свог супарника Жонаса Савимбија, који је освојио 40,7%. Савимби је изборе прогласио намештенима и повукао се из кампање. Дос Сантос је наставио да буде председник Анголе.
Дос Сантос је од почетка 1990-их стабилизовао економију, потакао развој ситног бизниса и провео либерализацију економије. Након избора 2008. године, МПЛА је освојила већину у скупштини. Нова влада је до почетка 2010. године донела нови Устав, којим је предвиђено да вођа партије са већинским саставом у скупштини аутоматски постаје и председник републике.
С победом МПЛА на општим изборима 2012. године на којима је освојила 2/3 заступничких места, дос Сантос је у складу с новим Уставом аутоматски постао нови председник Републике.

### Породица
Женио се три пута и имао је шесторо деце.